# Griselda (Zeno)
Griselda ist ein vielfach vertontes Libretto zu einer Opera seria in drei Akten von Apostolo Zeno nach der Novelle Griseldis aus dem Decamerone von Giovanni Boccaccio. Erstmals aufgeführt wurde es in der Vertonung von Antonio Pollarolo am 4. Januar 1701 im Teatro San Cassiano in Venedig.

## Handlung

### „Argomento“ (‚Inhalt‘)
“Gualtiero (da me intitolato nel drama re di Sicilia per maggior nobiltà della scena, tuttoché nella storia altro egli non fosse che marchese di Saluzzo) invaghitosi d’una semplice contadina per nome Griselda, da lui veduta più volte nell’occasione della caccia, la prese in moglie, non potendo altrimenti espugnar la virtù di Griselda né soddisfare al suo amore. Un sì disugual matrimonio diede a’ popoli occasione di mormorarne e, dopo la nascita d’una fanciulla, primo frutto di queste nozze, sarebbero passati a qualche sollevazione, se il re non l’avesse ripressa, faccendo credere di aver fatta morire la figlia, da me chiamata Costanza, e di nascosto inviandola ad un principe suo amico che nel mio drama è Corrado, principe di Puglia, perché la educasse segretamente. Era già arrivata all’età di quindici anni Costanza, senzaché ella o altri, fuor di Gualtiero e Corrado, sapesse la vera condizione della sua nascita che tuttavolta Corrado pubblicamente diceva non esser men che reale. Aveva questi un fratel minore, per nome Roberto, che, allevato assieme con la principessa, l’aveva principiata ad amare, tostoché fu capace il suo cuore d’una passione sì delicata; e non solo codesto suo amore da Costanza fu corrisposto ma da Corrado ancora approvato.
 In questo mentre nacque un altro fanciullo a Griselda; e tornando allora i popoli ad una nuova sollevazione, istigati da Otone, nobilissimo cavaliere del regno ch’era amante della regina, Gualtiero volle por fine a tali disordini, con la finzione di ripudiare Griselda e di ritrovarsi altra sposa. Usò egli questo artifizio perché, conoscendo pienamente la virtù della moglie, voleva ch’ella ne dasse pubblica pruova e che quindi i sudditi conoscessero quanto ella meritasse quel grado che più era nobilitato per lei, dalla grandezza dell’animo, che oscurato dalla viltà della nascita. Tanto fece; scrisse a Corrado che gli conducesse Costanza in qualità di sua moglie; intimò a Griselda il ripudio; la rimandò alle sue selve; ed ella sofferse il tutto con una fortezza più che donnesca. I finti rigori di Gualtiero e le vere persecuzioni di Otone, che in tali disgrazie di Griselda si va adulando di poterla ottenere per moglie, fanno tutto l’intreccio della mia favola, con quegli avvenimenti che per entro vi si ravvisano.”

„Gualtiero (von mir der größeren Vornehmheit wegen im Drama als König von Sizilien betitelt, obwohl er in der Geschichte niemand anderes war als der Marquis von Saluzzo) verliebte sich in ein einfaches Bauernmädchen mit dem Namen Griselda, der er mehrmals auf der Jagd begegnete und die er schließlich zur Frau nahm, da er nur so Griseldas Tugend überwinden oder ihre Liebe befriedigen konnte. Eine solche ungleiche Heirat führte beim Volk zu Gerüchten, und nach der Geburt eines Mädchens, der ersten Frucht dieser Ehe, hätte es revoltiert, wenn der König dies nicht verhindert hätte, indem er vorgab, seine Tochter, die von mir Costanza genannt wurde, getötet zu haben. Er schickte sie zu einem befreundeten Fürsten, in meinem Drama Corrado, Fürst von Apulien, der sie im Geheimen aufziehen sollte. Costanza hatte bereits das Alter von fünfzehn Jahren erreicht, ohne dass sie oder sonst irgendjemand außer Gualtiero und Corrado die wahren Umstände ihrer Geburt erfuhren, die Corrado öffentlich nicht weniger denn königlich nannte. Er hatte einen jüngeren Bruder namens Roberto, der, zusammen mit der Prinzessin erzogen, anfing, sie zu lieben, sobald ihr Herz zu solch zarten Gefühlen fähig war; und diese seine Liebe wurde nicht nur von Costanza erwidert, sondern auch von Corrado gebilligt.
 Unterdessen bekam Griselda ein weiteres Kind, und daraufhin erhob sich das Volk zu einem neuen Aufstand, der von Otone angeführt wurde, einem höchst edlen Ritter des Königreichs, der in die Königin verliebt war. Gualtiero wollte diese Unruhen beenden, indem er vorgab, Griselda zu verstoßen und sich eine andere Braut zu suchen. Er wählte diesen Kunstgriff, weil er, der ihrer Tugend völlig bewusst war, ihr einen öffentlichen Beweis dafür geben und zugleich seine Untergebenen davon überzeugen wollte, wie sehr sie diesen Rang verdiente, der ihr mehr durch ihre Seelengröße zustand, als dass er durch die Niedrigkeit ihrer Geburt verdeckt wurde. Nachdem er dies getan hatte, schrieb er Corrado, sie möge ihm Costanza als Ehefrau zuführen; er verstieß Griselda und schickte sie zurück in ihre Wälder; all dies ertrug sie mit einer mehr als weiblichen Kraft. Gualtieros vorgetäuschte Härte und Otones wahre Verfolgungen, der sich beim Anblick von Griseldas Unglück einbildete, dass er sie zur Frau bekommen könne, stellen die ganze Handlung meiner Geschichte dar, mit jenen Ereignissen, die dennoch darin zu erkennen sind.“

### Kurzfassung
Erster Akt. Um den Zorn seines Volks zu beruhigen, trennt sich König Gualtiero nach fünfzehnjähriger Ehe von seiner Frau Griselda, einem vormaligen Bauernmädchen. Griselda nimmt das mit Fassung auf. Bereits früher hat sie klaglos akzeptiert, dass Gualtiero die gemeinsame Tochter aus demselben Grund nach der Geburt tötete – zumindest ließ er sie das glauben. Sie weiß nicht, dass er das Mädchen andernorts aufziehen ließ. Griselda soll von nun an in einem einfachen Bauernhaus im Wald leben, während Gualtiero seine neue standesgemäße Braut erwartet. Trotz dieser Demütigung weist Griselda den um sie werbenden Ritter Otone zurück. Corrado, der Fürst von Apulien, führt Gualtiero seine Tochter Costanza als neue Gattin zu. Sein Bruder Roberto verabschiedet sich traurig von ihr. Die beiden lieben sich seit einiger Zeit, doch Roberto will ihrem Aufstieg nicht im Wege stehen. Gualtiero zeigt Griselda ein Porträt Costanzas, zu dem sie sich auf merkwürdige Weise hingezogen fühlt. Sie nimmt Abschied von ihrem kleinen Sohn Everardo, der im Palast bleiben soll, und weist ein weiteres Mal die Avancen Otones zurück. Der beschließt, sie notfalls mit Gewalt zur Liebe zu zwingen.
Zweiter Akt. Als Costanza von Corrado in ihre neuen Gemächer eingeführt wird, verspürt sie Mitleid mit der vorherigen Bewohnerin. Corrado versichert ihr, dass sie nicht befürchten müsse, dasselbe Schicksal zu erleiden, da sie königlicher Abstammung sei. Sie brauche auch ihre Liebe zu Roberto nicht aufzugeben, sofern sie sich in der Ehe ehrenvoll verhalte. Costanza sagt Roberto ein letztes Mal Lebewohl. Griselda ist inzwischen in ihrer alten Heimat angekommen und findet Ruhe in der Natur. Der Diener Elpino bringt Everardo zu ihr und erklärt, dass dieser auf Befehl des Königs getötet werden solle. Otone behauptet, er solle das Kind töten, damit sie die Körperteile den wilden Tieren des Waldes vorwerfe. Nur wenn sie bereit sei, ihn zu heiraten, werde er Everardo verschonen. Griselda will jedoch lieber ihren Sohn opfern, als die Treue zu Gualtiero zu brechen. Otone zieht ab. Seine Drohung war ohnehin nur vorgetäuscht. Costanza legt sich zum Schlaf nieder. Da treffen Costanza und Roberto ein, die sich von einer königlichen Jagdgesellschaft abgesetzt haben. In der Hütte trifft Costanza zum ersten Mal auf Griselda. Diese erwacht, und beide haben sofort starke Gefühle füreinander. Costanza bittet Gualtiero, Griselda als ihre Dienerin einzustellen. Gualtiero erklärt ihr, weshalb das nicht möglich sei. Corrado, der erfahren hat, dass Otone einen Angriff auf Griselda plant, erscheint, um ihr beizustehen. Gualtiero verbietet ihm das und zieht sich mit den anderen zurück. Costanza scheint dem Ritter hilflos ausgeliefert, bis die auf Drängen Costanzas zurückkehrende Jagdgesellschaft sie rettet und Otone festgenommen wird. Gualtiero stimmt jetzt zu, Griselda als Dienerin am Hof aufzunehmen.
Dritter Akt. Otone bittet Gualtiero um Vergebung. Da er versichert, Griselda zu lieben, verspricht Gualtiero, sie ihm zur Frau zu geben. Er weist Griselda in ihre neuen Aufgaben als Dienstmagd ein. Roberto will den Hof verlassen, da er die Nähe seiner einstigen Geliebten Costanza nicht ertragen kann. Er verabschiedet sich mit einer Umarmung von ihr. Griselda, die das beobachtet hat, beschuldigt Costanza, den König noch vor der Hochzeit zu betrügen. Als Gualtiero davon erfährt, straft er jedoch nicht die vermeintlich Untreue, sondern wirft Griselda vor, sich in Dinge einzumischen, die sie nichts angehen. Anschließend teilt er Roberto und Costanza mit, dass er ihr Verhältnis gutheiße. Vor der Hochzeitsfeier verkündet Gualtiero, dass Griselda Otone heiraten solle. Die weigert sich jedoch und erklärt, dass sie Gualtiero ewig treu bleiben werde. Selbst als er sie mit dem Tod bedroht, bleibt sie standhaft. Gualtiero offenbart nun seine wahren Absichten: Griselda habe durch ihre Beständigkeit und Tugend bewiesen, dass sie eine würdige Königsgattin sei. Costanza sei ihre gemeinsame Tochter und dürfe Roberto heiraten. Er vergibt sogar Otone, der gesteht, dass er selbst das Volk gegen Griselda aufgewiegelt hatte.

### Erster Akt
Königlicher Audienzsaal
Szene 1. Gualtiero verkündet dem Volk, dass er sich von seiner Frau Griselda trennen werde, um den öffentlichen Zorn über seine unstandesgemäße Ehe zu besänftigen.
Szene 2. Gualtiero ruft Griselda ihre Herkunft und ihre gemeinsame Vergangenheit ins Gedächtnis, bevor er sie über die Forderungen des Volks informiert. Der Tod der gemeinsamen Tochter vor fünfzehn Jahren habe leider nicht ausgereicht. Das Volk bestehe nun darauf, dass er die Ehe beende. Griselda erklärt sich ohne Zögern bereit, ihm in allen Stücken zu gehorchen und auf ihren Rang als seine Ehefrau zu verzichten (Arie Griselda: „Fa’ di me ciò che ti piace“).
Szene 3. Als der Diener Elpino die Ankunft der neuen Braut Costanza meldet, verabschiedet sich Gualtiero in aller Eile von Griselda. Er redet sich ein, sie schnell vergessen zu können (Arie Gualtiero: „Vado a mirare un volto“).
Szene 4. Griselda nimmt ihr Schicksal gelassen hin (Arie Griselda: „Senza cor chi vincerà?“).
Szene 5. Otone, ein Ritter am Hof Gualtieros, verspricht Griselda seinen Beistand und seine Liebe. Griselda weist ihn empört zurück. Sie will Gualtiero weiterhin treu bleiben (Arie Griselda: „Ne la crudel mia sorte“).
Szene 6. Otone gibt die Hoffnung nicht auf (Arie Otone: „Chi regina mi disprezza“).
Städtischer Hafen mit Schiffen in der Ferne
Szene 7. Corrado trifft mit seinem Bruder Roberto und seiner angeblichen Tochter Costanza ein. Er spricht Costanza Mut zu (Arie Corrado: „Al tuo destin, più grato“) und geht, um Gualtiero zu holen.
Szene 8. Während sie warten, verabschieden sich Roberto und Costanza, die sich seit einiger Zeit lieben, traurig voneinander (Arie Costanza: „Un sol de’ tuoi sguardi“). Roberto will ihrem Aufstieg zur Königin nicht entgegenstehen (Arie Roberto: „Gioirò, goderò“ – Arie Costanza: „Vorrai pregarmi“).
Szene 9. Corrado kehrt mit Gualtiero und Elpino zurück, und der König heißt Costanza willkommen. Sowohl Gualtiero als auch Costanza haben ein unerklärliches Gefühl bei ihrer Begegnung (Arie Gualtiero: „Vago sei, volto amoroso“ – Arie Costanza: „Sento anch’io nel mio contento“).
Szene 10. Corrado versucht seinen Bruder damit zu trösten, dass das Schicksal wechselhaft sei und er schon bald ein anderes Glück finden werde (Arie Corrado: „Le vicende de la sorte“).
Szene 11. Roberto kann Costanza nicht vergessen (Arie Roberto: „È troppo bel quel volto“).
Innenhof des Königspalasts
Szene 12. Die bereits als Schäferin gekleidete Griselda bittet Elpino, ihren kleinen Sohn Everardo zu holen, damit sie sich von ihm verabschieden kann.
Szene 13. Gualtiero, der gedankenverloren ein Porträt Costanzas betrachtet, trifft auf Griselda. Er hat bereits Gefühle für seine Braut entwickelt und zeigt Griselda das Bild. Diese fühlt sich auf merkwürdige Weise zu den abgebildeten Gesichtszügen hingezogen, in denen sie Ähnlichkeiten mit Gualtiero zu erkennen glaubt. Sie gönnt ihm sein Glück und wünscht sich nur, dass er gelegentlich an sie denken möge, wenn sie wieder in den Wäldern lebt.
Szene 14. Elpino bringt Griselda ihren Sohn, lässt ihr aber nur wenig Zeit für den Abschied. Otone unternimmt einen weiteren vergeblichen Versuch, ihr Herz zu gewinnen (Arie Griselda: „So che vuoi parlar d’amore“).
Szene 15. Nachdem Griselda gegangen ist, schwört sich Otone, sie notfalls mit Gewalt zu erobern (Arie Otone: „Farò quanto potrò“).

### Zweiter Akt
Gemächer; an der Seite ein Tisch mit einem Mantel, einem Zepter und einer Krone
Szene 1. Corrado zeigt Costanza ihre neuen Gemächer. Diese hat Mitleid mit Griselda, die sich nun im Wald nur noch in rohe Wolle kleiden kann. Außerdem befürchtet sie, einst dasselbe Schicksal zu erleiden, da sie ihre eigene Abstammung nicht kennt. Corrado versichert ihr, dass sie die Tochter eines Königs sei und sich keine Sorgen machen müsse. Er weiß, dass ihr Herz eigentlich Roberto gehört, und rät ihr, diese Liebe nicht aufzugeben. Sie solle sich die Freiheit ihrer Seele bewahren, aber in der Ehe ehrenvoll und pflichtbewusst handeln (Arie Corrado: „Non lasciar d’amar chi t’ama“).
Szene 2. Roberto verabschiedet sich traurig von Costanza, deren Gefühle sich bereits von ihm abgewendet zu haben scheinen (Arie Costanza: „D’un ciglio, d’un guardo“).
Szene 3. Elpino lädt Costanza im Auftrag des Königs zu einem Jagdausflug ein. Bevor sie geht, bittet sie Roberto, sich für sie zu freuen (Arie Costanza: „Godi, bell’alma, godi“).
Szene 4. Roberto bemüht sich, seine Gefühle unter Kontrolle zu bringen (Arie Roberto: „Se amerò senza sperar“).
Ländliche Gegend mit einem Fluss; an der Seite eine Bauernhüte auf einem kleinen Hügel
Szene 5. Griselda gewöhnt sich wieder an ihre alte Heimat (Arie Griselda: „Care selve, a voi ritorno“).
Szene 6. Da erscheint Elpino mit ihrem Sohn Everardo und teilt ihr mit, dass er Befehl habe, diesen im dichtesten Wald den wilden Tieren zum Fraß vorzuwerfen.
Szene 7. Otone kommt hinzu und erklärt der entsetzten Griselda, dass er Everardo auf Befehl des Königs töten und zerteilen solle. Sie selbst solle die Stücke dann den Tieren vorlegen. Griselda fleht um Gnade für ihr unschuldiges Kind, doch Otone erinnert sie daran, dass sie seine Liebe ebenso mitleidlos zurückgewiesen habe (Arie Griselda: „Fui crudel per onestà“ – Otone: „Pietà voglio anch’io da te“). Er werde Everardo nur verschonen, wenn sie in die Ehe mit ihm einwillige. Diesen Gedanken weist Griselda empört zurück. Sie fordert Otone auf, dem König zu gehorchen und das Kind zu töten, und geht entschlossen ab.
Szene 8. Elpino weiß, dass Otone den Mordbefehl nur vorgetäuscht hat. Der leugnet das auch gar nicht, sondern schickt Elpino mit dem Kind zurück zum Palast. Da er sein Ziel weder durch Schmeicheleien noch durch Täuschungen erreichen konnte, will er Griselda jetzt entführen (Arie Otone: „La bella nemica“).
Hütte mit Bett
Szene 9. Griselda versucht, ihren Schmerz im Schlaf zu vergessen (Arie Griselda: „Sonno, se pur se’ sonno e non orrore“).
Szene 10. Costanza und Roberto haben sich von der Jagdgesellschaft abgesondert. Costanza will in der Hütte auf die Rückkehr des Königs warten. Sie bittet Roberto, sich der Gesellschaft wieder anzuschließen, damit Gualtiero keinen Grund zur Eifersucht finde (Arie Roberto: „Lascia, s’io parto, almeno“).
Szene 11. Costanza bemerkt die schlafende Griselda. Sie fühlt sich sofort zu ihr hingezogen. Griselda träumt von ihrer totgeglaubten Tochter und öffnet die Arme, um sie zu umarmen. Sie erwacht, und Costanza erklärt ihr, weshalb sie gekommen ist. Als sie ihren Namen nennt, erzählt Griselda ihr von ihrer gleichnamigen Tochter. Da Costanza ihre Mutter gleichfalls nie kennenlernte, wünschen sich beide, die jeweils andere sei die ersehnte Tochter bzw. Mutter (Duett Costanza/Griselda: „Tu non se’ quella“).
Szene 12. Als Gualtiero eintrifft, bitte Costanza ihn, Griselda als ihre Dienerin in den Palast aufzunehmen. Gualtiero erklärt ihr jedoch, dass sie seine verstoßene Frau sei.
Szene 13. Corrado kommt mit seinen Leuten hinzu. Er will Griselda schützen, da Elpino ihn über Otones Entführungsplan informiert hat. Gualtiero befiehlt jedoch, den Dingen ihren Lauf zu lassen. Costanza zieht sich mit den anderen zurück. Trotz Griseldas Flehen überlässt Gualtiero sie ihrem Schicksal (Arie Gualtiero: „Vorresti col tuo pianto“).
Szene 14. Die allein zurückgebliebene Griselda versucht vergeblich, sich gegen Otone und seine Leute zu verteidigen. Der versichert ihr, dass ihr Sohn noch lebe und bei ihm aufwachsen werde. Dennoch gibt Griselda ihm nicht nach. Sie ruft um Hilfe.
Szene 15. Gualtiero, Costanza und die Jäger kehren zurück. Otone wird festgenommen und abgeführt.
Szene 16. Gualtiero versichert Griselda, dass er nur auf Drängen Costanzas zurückgekommen sei. Sie schulde ihm keinen Dank. Costanza bittet noch einmal darum, sie als Dienerin einstellen zu dürfen. Da Griselda beteuert, sich entsprechend unterwürfig zu verhalten, stimmt Gualtiero schließlich zu Costanzas großer Freude zu (Arie Costanza: „Mi sarai sempre diletta“).
Szene 17. Griselda ist zufrieden damit, Gualtiero trotz aller Demütigungen weiter dienen zu dürfen (Arie Griselda: „Nel caro sposo almen“).

### Dritter Akt
Königliche Loggia mit einem kleinen Thron
Szene 1. Gualtiero befiehlt seiner Wache, Otone zu ihm zu bringen. Während er wartet, beklagt er, als König nicht seinen Gefühlen folgen zu dürfen (Arie Gualtiero: „Re, non posso amar chi adoro“).
Szene 2. Beim Verhör Otones erfährt Gualtiero von dessen Liebe zu Griselda. Otone bittet ihn auf Knien um Vergebung und schwört ihm seine Treue. Daraufhin lässt Gualtiero Griselda holen und verspricht, dass er sie zur Frau nehmen dürfe, sobald er selbst Costanza geheiratet habe (Arie Otone: „Vedi, o re, nel mio contento“).
Szene 3. Gualtiero vermutet, dass Otone der Auslöser der Volksaufstände gewesen sein könnte. Anschließend erklärt er Griselda ihre ersten Aufgaben als Dienstmagd. Sie leidet im Stillen (Arie Griselda: „Se ’l mio dolor ti offende“).
Szene 4. Gualtiero hat schwere Gewissensbisse wegen seines grausamen Verhaltens Griselda gegenüber. Ihre Beständigkeit beeindruckt ihn zutiefst (Arie Gualtiero: „Cara sposa, col tuo bel core“).
Garten
Szene 5. Roberto ist fest entschlossen, den Königshof zu verlassen, da er die Nähe seiner nun unerreichbaren Geliebten nicht länger ertragen kann. Corrado bittet ihn vergeblich, seinen Entschluss Costanza zuliebe zu ändern (Arie Corrado: „Ferma il piè; l’amato ben“). Als er sie im Schloss ein Lied singen hört (Arie Costanza: „Usignuolo che vai scherzando“), wird Roberto von seinen Gefühlen überwältigt. Costanza kommt in den Garten, und Corrado lässt die beiden allein (Arie Corrado: „Prendi, se partir vuoi“).
Szene 6. Bei ihrem Abschied umarmen sich Costanza und Roberto.
Szene 7. Da treten Griselda (in der Kleidung einer Dienerin) und Elpino vor, die das Paar eine Weile beobachtet haben. Griselda wirft Costanza vor, ihren Bräutigam am Tag der Hochzeit zu hintergehen. Dies sei eine Beleidigung für den König, der ganz sicher davon erfahren werde.
Szene 8. Schon erscheint Gualtiero. Da sich die anderen offensichtlich in einem Zustand der Verwirrung befinden, fragt er Elpino nach dem Grund. Der antwortet wahrheitsgemäß, dass Roberto und Costanza schon länger ein Paar seien und Griselda sie bei einer Umarmung ertappt habe. Zur Überraschung aller Anwesenden zeigt Gualtiero keinerlei Eifersucht, sondern wirft stattdessen Griselda vor, ihre Befugnisse als Dienstmagd überschritten zu haben: Es gehe sie nichts an, wie viele Liebhaber die Königin habe. Griselda verspricht Gehorsam (Arie Griselda: „Se amori ascolterò“) und zieht sich verwirrt zurück.
Szene 9. Gualtiero erklärt Roberto und Costanza, dass er ihre Liebe begrüße. Es hätte ihn mehr erzürnt, wenn Roberto seine Geliebte im Stich gelassen hätte (Arie Gualtiero: „Non partir da chi t’adora“).
Szene 10. Costanza und Roberto glauben, nicht recht gehört zu haben. Trotz ihrer Schuldgefühle schwören sie sich ewige Liebe (Arie Roberto: „Non so se più mi piaci“ – Arie Costanza: „Non lascerò d’amarti“).
Szene 11. Elpino ist mit seiner Weisheit am Ende. Er findet das Verhalten des Königs extrem widersprüchlich (Arie Elpino: „Un nemico non crudele“).
Prächtiger Ort, der für die Hochzeit illuminiert wird
Szene 12. Griselda spornt die anderen Bediensteten an, sich mit den Vorbereitungen für die Feier zu beeilen.
Szene 13 „ultima“. Gualtiero verkündet öffentlich, dass er Griselda Otone zur Frau geben wolle. Griselda jedoch weigert sich. Sie habe alle Demütigungen ohne Klagen auf sich genommen, doch könne sie niemals einen anderen als ihn, Gualtiero, lieben und werde ihm bis an ihr Ende treu bleiben. Als Gualtiero sie vor die Wahl zwischen Otone und dem Tod stellt, kniet sie vor ihm nieder und fordert ihn auf, sie eigenhändig hinzurichten. Erst jetzt lässt Gualtiero seine Maske fallen. Er richtet Griselda auf, umarmt sie und verkündet dem Volk, dass nun jeder ihren Wert erkennen konnte. Nicht ihre Abstammung, sondern ihre Tugendhaftigkeit mache sie zu einer würdigen königlichen Gattin. Otone gibt zu, dass er es war, der das Volk gegen sie angestachelt hatte. Er bittet Gualtiero um Vergebung und erhält diese. Als Griselda Mitgefühl für Costanza zeigt, die nun leer ausgehen soll, offenbart Gualtiero deren wahre Identität als seine und Griseldas totgeglaubte Tochter. Er gibt sie ihrem Geliebten Roberto zur Frau. Alle jubeln (Chor: „Imeneo, che se’ d’amore“).

## Werkgeschichte
Wie der Librettist Apostolo Zeno im Vorwort betonte, basiert der Text auf der letzten Novelle von Giovanni Boccaccios bekannter Sammlung Decamerone. Für Zeno stehen der moralische Aspekt und die Problematik der Erbfolge im Vordergrund. Gualtiero ist hier kein einfacher Markgraf, sondern König von Sizilien. Im Gegensatz zur Vorlage ist der Volkszorn über seine unstandesgemäße Ehe real und wird nicht nur von ihm vorgetäuscht. Seine Willkür erscheint also gemäßigt. Die Figuren des Intriganten Otone und des Bruders Roberto ergänzte Zeno. Sie haben Vorläufer in der um 1650 erschienenen Tragödie La Griselda di Saluzzo von Carlo Maria Maggi. Die Handlung selbst entspricht nur in der ersten und letzten Szene Boccaccios Novelle. In jedem Akt verhält sich Gualtiero seiner Frau gegenüber unfair. Den Großteil der Handlung machen Intrigen aus, wie es für eine Opera seria üblich war. Im zweiten Akt nach Griseldas Rückkehr in ihre alte Heimat wird ihr seelisches Empfinden geschickt mit der Schilderung der Natur verknüpft.

### „A chi legge“ (‚An den Leser‘)
“Non molto diversamente dal mio racconto, narrano i fatti di Griselda primieramente il Boccaccio, nell’ultima novella del suo Decamerone, il Petrarca, ne’ suoi opuscoli latini, e Iacopo Filippo Foresti da Bergomo nel suo Supplimento alle cronache. Paolo Mazzi ed Ascanio Massimo ne formarono con tal nome due tragicommedie, la prima stampata in Finale nel 1620 e l’altra in Bologna nel 1630, siccome Lione Allacci nella sua Dramaturgia riferisce. Questo istesso suggetto fu trattato ancora felicemente dal signor Carlo Maria Maggi, dopo la di cui morte la pubblicò nell’anno 1700, con l’altre sue opere in cinque tomi raccolte, il mio eruditissimo signor Lodovico Antonio Muratori, degnissimo bibliotecario di sua altezza serenissima di Modana e per tutti i riguardi da me sempre riverito e stimato.
 Per altra strada assai diversa da questi, io mi son portato allo sviluppo della mia favola, da me tessuta per mio solo diporto, non perché lode ne attenda o per gareggiare con chi che sia nella maggioranza del merito. In essa ho proccurato di conformare all’argomento lo stile, maneggiando passioni tenere e serbando ne’ miei attori caratteri di mezzana virtù, senza frammischiarvi alcuno di quegli avvenimenti strepitosi ed eroici che si ricercano nelle storie più illustri e ne’ più grandi teatri.
 Molte cose per entro vi troverete che non sono di mia invenzione ma della storia. È storia quell’andar di Costanza nella capanna di Griselda, a bella posta condottavi, sotto pretesto di caccia, dal re. È storia quel movimento del sangue e quel dibattimento del cuore che provarono la madre e la figlia, nel vedersi la prima volta senza conoscersi. È storia la preghiera fatta da Costanza a Gualtiero, per ottenerne Griselda in sua serva. È storia finalmente la gran fermezza da questa dimostrata al marito ne’ molti dispregi ch’egli le usò, finoché, intenerito dalle affettuose espressioni che gli fece del proprio amore, l’abbracciò lagrimando e le palesò qual fosse Costanza e l’oggetto della sua finta fierezza. Egli è insomma così copioso l’argomento, che dalla storia mi viene somministrato, che posso dire non aver io in alcun de’ miei drami posto meno di mia invenzione, cosicché ne meriti appena per questa favola il titolo di poeta, se pur è vero che tale sia egli costituito dall’invenzione più che dal verso.”

„Nicht sehr anders als in meiner Geschichte werden die Ereignisse um Griselda zuerst von Boccaccio in der letzten Novelle seines Decamerone, von Petrarca in seinen lateinischen Stücken und von Jacopo Filippo Foresto da Bergamo in seinem Supplementum chronicarum erzählt. Paolo Mazzi und Ascanio Massimo schufen zwei Tragikomödien dieses Namens; die erstere wurde 1620 in Finale gedruckt, die andere 1630 in Bologna, wie Lione Allacci in seiner Dramaturgia berichtet. Dasselbe Thema behandelte auf glückliche Weise Herr Carlo Maria Maggi, nach dessen Tod es im Jahr 1700 mit seinen anderen Werken in fünf Bänden von meinem höchst gelehrten Herrn Lodovico Antonio Muratori herausgegeben wurde, den höchst geschätzten Bibliothekar seiner Durchlaucht von Modana und von mir in allen Aspekten verehrt und geachtet.
 Auf einem anderen, sehr von diesen abweichenden Weg habe ich zur Entwicklung der Geschichte beigetragen, die ich für mein eigenes Vergnügen gewebt habe, nicht weil mich Ruhm erwartete oder um mit wem auch immer, der den Hauptteil des Verdiensts trägt, in Wettbewerb zu treten. Ich habe darin versucht, den Stil dem Stoff anzupassen, zarte Gefühle zu behandeln und in meinen Figuren Charaktere mittlerer Tugend zu bewahren, ohne irgendwelche dieser überwältigenden und heroischen Ereignisse hineinzumischen, die man in den glanzvollsten Geschichten und größten Theatern sucht.
 Man wird darin viele Dinge finden, die nicht meiner eigenen Erfindung, sondern der Geschichte entstammen. Es ist Geschichte, dass Costanza zur Hütte Griseldas kam, wohin sie vom König unter dem Vorwand der Jagd geleitet wurde. Geschichte sind die Rührung des Blutes und das Herzklopfen, das Mutter und Tochter spürten, als sie sich das erste Mal sahen, ohne sich zu kennen. Geschichte ist, dass Costanza Gualtiero bat, Griselda als ihre Dienerin aufzunehmen. Geschichte ist schließlich die große Standhaftigkeit, die jene ihrem Gatten während der vielen Demütigungen zeigte, die er ihr entgegenbrachte, bis er, gerührt durch die leidenschaftlichen Ausdrücke, die ihm ihre Liebe bewies, ihre Tränen erwiderte und ihr offenbarte, wer Costanza und der Gegenstand seines vorgetäuschten Stolzes waren. Kurz gesagt, das Thema, das mir die Geschichte bot, ist so reichhaltig, dass ich sagen kann, dass ich in keinem meiner Schauspiele weniger von meiner eigenen Erfindung untergebracht habe, sodass diese Geschichte kaum als Dichtung bezeichnet werden kann, wenn es stimmt, dass sich eine solche mehr auf Erfindung als auf Verse gründet.“

### Andere Bearbeitungen des Stoffs
Der Stoff wurde später auch von anderen Librettisten verarbeitet, beispielsweise von Antonio Palomba (vertont 1752 von Nicola Logroscino), Angelo Anelli (vertont 1793 von Niccolò Piccinni und 1798 von Ferdinando Paër), Francesco Maria Piave (vertont 1846 von Federico Ricci), Enrico Golisciani (vertont 1878 von Mario Oronzo Scarano), Oskar F. Mayer (vertont 1898 von Clemens von Franckenstein) sowie Paul-Armand Silvestre und Eugène Morand (vertont 1901 von Jules Massenet als Grisélidis).

## Vertonungen
Folgende Komponisten vertonten dieses Libretto:
| Komponist                                   | Uraufführung                                             | Aufführungsort | Anmerkungen |  |
| ------------------------------------------- | -------------------------------------------------------- | -------------- | --- |  |
| Antonio Pollarolo                           | 4. Januar 1701, Teatro San Cassiano                      | Venedig        | |  |
| Tomaso Albinoni                             | Karneval 1703, Teatro del Cocomero                       | Florenz        | Libretto bearbeitet von Girolamo Gigli; 1704 in Siena; im Sommer 1706 überarbeitet im Teatro San Bartolomeo in Neapel (Libretto bearbeitet von Carlo de Petris; zusätzliche Arien von Domenico Sarro); Karneval 1708 im Teatro Ducale in Piacenza (gelegentlich irrtümlich Fortunato Chelleri zugeschrieben, der vermutlich sechs neue Arien beisteuerte); am 11. Mai 1710 im Theater von Pavia; Karneval 1716 als Pasticcio im Teatro dell’Accademia degli Erranti in Brescia; Karneval 1719 im Teatro Obizzi in Padua; am 20. Januar 1719 erneut im Teatro del Cocomero in Florenz; am 26. Januar 1728 im Teatro San Cassiano in Venedig; 1734 als L’umiltà esaltata erneut im Teatro San Bartolomeo in Neapel |  |
| Anonym                                      | 1703, Teatro di Santa Cecilia                            | Palermo        | |  |
| Anonym                                      | 1703, Teatro                                             | Verona         | |  |
| Anonym                                      | 1704, Teatro San Sebastiano                              | Livorno        | |  |
| Anonym                                      | 1708, Teatro Bonacossi                                   | Ferrara        | als La virtù in trionfo, o sia La Griselda |  |
| Anonym                                      | 27. November 1708                                        | Modena         | als La virtù in trionfo, o sia La Griselda |  |
| Anonym                                      | 1711                                                     | Mailand        | als La virtù in trionfo, o sia La Griselda |  |
| Luca Antonio Predieri                       | 25. Oktober 1711, Teatro Marsigli Rossi                  | Bologna        | als La virtù in trionfo, o sia La Griselda; Libretto bearbeitet von Tommaso Stanzani |  |
| Giuseppe Maria Orlandini                    | Karneval 1716, Teatro dell’Accademia degli Erranti       | Brescia        | als La virtù nel cimento; Pasticcio; am 7. Januar 1720 als La costanza trionfante im Theater von Recanati; am 8. Mai 1720 im Teatro San Samuele in Venedig; am 29. August 1728 im Theater von Brüssel |  |
| Antonio Maria Bononcini                     | 26. Dezember 1718, Teatro Regio Ducale                   | Mailand        | der Widmungsträger Maximilian Karl von Löwenstein starb während der Premiere; das Libretto unterscheidet sich nur wenig von Zenos Original; die Musik enthält Solopassagen für verschiedene Instrumente, darunter eine Mandoline; das fugierte Arioso „Sonno se pur sei sonno“ unterlegte Reinhard Keiser 1726 in seinem Pasticcio Der lächerliche Prinz Jodelet mit dem Text „Numi, stelle“ |  |
| Alessandro Scarlatti → Griselda (Scarlatti) | Karneval 1721, Teatro Capranica                          | Rom            | Libretto bearbeitet von Carlo Sigismondo Capece (?); Scarlattis letzte Oper |  |
| Anonym                                      | 1722, Teatro San Sebastiano                              | Livorno        | |  |
| Giovanni Bononcini                          | 22. Februar 1722, King’s Theatre am Haymarket            | London         | Libretto bearbeitet von Paolo Antonio Rolli ohne die Rolle des Corrado mit drei umbenannten Figuren; erfolgreiche Produktion mit 16 Aufführungen in vier Monaten (Griselda: Anastasia Robinson, Gualtiero: Senesino); die Ouvertüre und alle Arien gab Bononcini im Druck heraus; Wiederaufnahme am 22. Mai 1733 |  |
| Pietro Torri                                | 12. Oktober 1723, Hoftheater                             | München        | nach der Fassung von Alessandro Scarlatti; Libretto bearbeitet von Carlo Sigismondo Capece; Wiederaufnahme im Karneval 1735 |  |
| Francesco Bartolomeo Conti                  | Karneval 1725, Hoftheater                                | Wien           | |  |
| Anonym                                      | 1727                                                     | Krakau (?)     | |  |
| Pietro Vincenzo Chiocchetti                 | Frühling 1728, Teatro del Falcone                        | Genua          | Autorschaft zweifelhaft |  |
| Pasticcio                                   | Sommer 1728, Theater im Ballhaus                         | Breslau        | zusammengestellt von Antonio Bioni; mit Musik von Bioni, Nicola Porpora, Giuseppe Boniventi, Antonio Vivaldi, Geminiano Giacomelli, Giovanni Maria Capelli, Domenico Sarro und Leonardo Vinci sowie möglicherweise von Giuseppe Maria Orlandini, Giovanni Porta, Francesco Gasparini, Giovanni Verocai und Georg Friedrich Händel |  |
| Václav Matyáš Gurecký                       | 31. Oktober 1730                                         | Kroměříž       | |  |
| Anonym                                      | Karneval 1731, Theater des Grafen Franz Anton von Sporck | Prag           | |  |
| Anonym                                      | Herbst 1734, Teatro del Cocomero                         | Florenz        | als L’umiltà esaltata |  |
| Giuseppe Antonio Paganelli                  | Frühling 1735, Theater des Grafen Franz Anton von Sporck | Prag           | als La pastorella regnante |  |
| Antonio Vivaldi → Griselda (Vivaldi)        | 18. Mai 1735, Teatro San Samuele                         | Venedig        | Libretto bearbeitet von Carlo Goldoni; viele der Libretto-Änderungen gingen wahrscheinlich auf Anregungen Vivaldis zurück |  |
| Anonym                                      | 26. Dezember 1738                                        | Klagenfurt     | |  |
| Gaetano Latilla                             | 11. November 1751, Teatro San Cassiano                   | Venedig        | |  |

## Aufnahmen und Aufführungen in neuerer Zeit
- Giovanni Bononcini
  - 1967 – Richard Bonynge (Dirigent), London Philharmonic Orchestra, Ambrosian Singers.
 Monica Sinclair (Gualtiero), Lauris Elms (Griselda), Margreta Elkins (Almirena), Joan Sutherland (Ernesto), Spiro Malas (Rambaldo).
 Highlights; Aufführungsfassung von Richard Bonynge.
 Decca 448 977-2 (2 CDs, zusammen mit Ausschnitten aus Carl Heinrich Grauns Oper Montezuma).[32]
  - 18. September 2022 – Benjamin Bayl (Dirigent), Wrocław Baroque Orchestra.
 Max Emanuel Cenčić (Gualtiero), Sonja Runje (Griselda), Johanna Rosa Falkinger (Almirena), Dennis Orellana (Ernesto), Sreten Manojlović (Rambaldo).
 Video; live, konzertant vom Festival Bayreuth Baroque 2022.
 Videostream auf BR-Klassik Concert.[33]
- Alessandro Scarlatti
  - 1960 – Bruno Maderna (Dirigent), Sinfonieorchester des Norddeutschen Rundfunks, Hannoversche Solistenvereinigung.
 Pierre Mollet (Gualtiero), Mirella Freni (Griselda), Eugenia Ratti (Costanza), Peter Witsch (Corrado), Ernst Haeflinger (Roberto), Heinz Rehfuss (Otone).
 Arkadia CDMAD 015 (3 CDs; kombiniert mit anderen Werken).[34]
  - 29. Oktober 1970 – Nino Sanzogno (Dirigent), Chor und Orchestra „Alessandro Scarlatti“ della RAI di Napoli.
 Sesto Bruscantini (Gualtiero), Mirella Freni (Griselda), Carmen Lavani (Costanza), Veriano Luchetti (Corrado), Luigi Alva (Roberto), Rolando Panerai (Otone).
 Live aus der Stagione lirica all’Auditorium in Neapel.
 Bismark Beane MRF 117 (2 LPs), Memories HR A 154-155 (2 CDs); Opera d’Oro OPD 1308 (2 CDs).[34]
  - 1976? – Lawrence Moe (Dirigent), Orchester der University of California, Berkeley.
 Daniel Collins (Gualtiero), Carole Bogard (Griselda), Kari Windingstad (Costanza), Riccardo Cascio (Corrado), Judith Nelson (Roberto).
 Studioaufnahme; Ausschnitte.
 Cambridge CRS 2903 (1 LP).[34]
  - 20. Dezember 2000 – René Jacobs (Dirigent), Akademie für Alte Musik Berlin.
 Lawrence Zazzo (Gualtiero), Veronica Cangemi (Griselda), Miah Persson (Costanza), Daniel Kirch (Corrado), Malena Ernman (Roberto), Artur Stefanowicz (Otone).
 Live, konzertant aus dem Théâtre des Champs-Élysées in Paris.[35]:16384
  - 2002 – René Jacobs (Dirigent), Akademie für Alte Musik Berlin.
 Lawrence Zazzo (Gualtiero), Dorothea Röschmann (Griselda), Veronica Cangemi (Costanza), Kobie van Rensburg (Corrado), Silvia Tro Santafé (Roberto), Bernarda Fink (Otone).
 Studioaufnahme.
 Harmonia Mundi France HMC 901805/07 (3 CDs), Harmonia Mundi France HMC 801805/07 (3 CDs).[34]
  - 2021 – George Petrou (Dirigent), Rosetta Cucchi (Inszenierung), Tiziano Santi (Bühne), Claudia Pernigotti (Kostüme), Pasquale Mari (Licht).
 Raffaele Pe (Gualtiero), Carmela Remigio (Griselda), Mariam Battistelli (Costanza), Krystian Adam (Corrado), Miriam Albano (Roberto), Francesca Ascioti (Otone), SÄNGER (Elpino).
 Aufführungen beim Festival della Valle d’Itria in Martina Franca.[36]
- Antonio Vivaldi
  - Diverse Aufführungen (→ Griselda (Vivaldi)#Aufführungsgeschichte)
  - September 1992 – Francesco Fanna (Dirigent), Solistes Montpelier-Moscou.
 Maria Gabriella Cianci (Gualtiero), Elizabeth Lombardini-Smith (Griselda), Gabriella Morigi (Costanza), Helen Centner (Corrado), Anna Bonitatibus (Roberto), Leslie Poleri-Tosi (Otone).
 Live aus Montpellier.
 Arkadia AK 122.3 (3 CDs); Arkadia 352 122; Agorá AG 091 3 (3 CDs).[37]
  - Mai 2002 – Sandro Volta (Dirigent), Orchestra da Camera „OperAperta“.
 Simone Polacchi (Gualtiero), Maurizia Barazzoni (Griselda), Alexandra Zabala (Costanza), Virgilio Bianconi (Corrado), Susanna Bortolanei (Roberto), Angelo Manzotti (Otone).
 Video; live aus dem Teatro Dovizi in Bibbiena.
 Encore DVD 3024.[37]
  - 14. August 2004 – Jan Tomasz Adamus (Dirigent), Harmonologia Wroclaw.
 Krystian Krzeszowiak (Gualtiero), Ewa Marciniec (Griselda), Olga Pasitschnyk (Costanza), Joanna Dobrakowska (Corrado), Bozena Harsimowicz-Haas (Roberto), Marzena Lubaszka (Otone).
 Live, konzertant aus der Maria-Magdalenen-Kirche in Templin; stark gekürzt.[35]:22118
  - 2005 – Jean-Christophe Spinosi (Dirigent), Ensemble Matheus.
 Stefano Ferrari (Gualtiero), Marie-Nicole Lemieux (Griselda), Veronica Cangemi (Costanza), Iestyn Davies (Corrado), Philippe Jaroussky (Roberto), Simone Kermes (Otone).
 Studioaufnahme.
 Naive OP30419 (3 CDs).[35]:22119
  - 21. September 2005 – Jean-Christophe Spinosi (Dirigent), Ensemble Matheus.
 Stefano Ferrari (Gualtiero), Sonia Prina (Griselda), Veronica Cangemi (Costanza), Iestyn Davies (Corrado), Philippe Jaroussky (Roberto), Blandine Staskewitch (Otone).
 Live, konzertant aus dem Théâtre des Champs-Élysées in Paris.[35]:22120
  - 2007 – Kevin Mallon (Dirigent), Aradia Baroque Ensemble.
 Giles Tomkins (Gualtiero), Marion Newman (Griselda), Carla Huhtanen (Costanza), Jason Nedecky (Corrado), Lynne McMurtry (Roberto), Colin Ainsworth (Otone).
 Naxos 8.660211/13 (3 CDs).[37]
  - November/Dezember 2011 – Erin Helyard (Dirigent), Orchestra of the Antipodes.
 Christopher Saunders (Gualtiero), Caitlin Hulcup (Griselda), Miriam Allan (Costanza), Russel Harcourt (Corrado), Tobias Cole (Roberto), David Hansen (Otone).
 Live aus der Pinchgut Opera.
 Pinchgut LIVE PG002 (2 CDs).[38]

## Digitalisate
1. ↑  Antonio Pollarolo: Griselda. Libretto (italienisch), Venedig 1701. Digitalisat der Library of Congress.
2. ↑  Tomaso Albinoni: Griselda. Libretto (italienisch), Florenz 1703. Digitalisat des Museo internazionale e biblioteca della musica di Bologna.
3. ↑  Anonym: Griselda. Libretto (italienisch), Verona 1703. Digitalisat der Biblioteca Nazionale Braidense.
4. ↑  Anonym: Griselda. Libretto (italienisch), Livorno 1704. Digitalisat bei Google Books.
5. ↑  Anonym: La virtù in trionfo, o sia La Griselda. Libretto (italienisch), Ferrara 1708. Digitalisat der Biblioteca Nazionale Braidense.
6. ↑  Anonym: La virtù in trionfo, o sia La Griselda. Libretto (italienisch), Modena 1708. Digitalisat der British Library.
7. ↑  Anonym: La virtù in trionfo, o sia La Griselda. Libretto (italienisch), Mailand 1712. Digitalisat der Biblioteca Nazionale Braidense.
8. ↑  Luca Antonio Predieri: La virtù in trionfo, o sia La Griselda. Libretto (italienisch), Bologna 1711. Digitalisat der Library of Congress.
9. ↑  Giuseppe Maria Orlandini: La virtù nel cimento. Libretto (italienisch), Mantua 1717. Digitalisat der Library of Congress.
10. ↑  Antonio Maria Bononcini: Griselda. Libretto (italienisch), Mailand 1718. Digitalisat des Museo internazionale e biblioteca della musica di Bologna.
11. ↑  Alessandro Scarlatti: Griselda. Libretto (italienisch), Rom 1721. Digitalisat der British Library.
12. ↑  Griselda (Scarlatti, Alessandro): Noten und Audiodateien im International Music Score Library Project.
13. ↑  Anonym: Griselda. Libretto (italienisch), Livorno 1722. Digitalisat der Biblioteca Nazionale Centrale di Firenze.
14. ↑  Griselda (Bononcini, Giovanni): Noten und Audiodateien im International Music Score Library Project.
15. ↑  Pietro Torri: Griselda. Libretto (italienisch), München 1723. Digitalisat des Münchener Digitalisierungszentrums.
16. ↑  Pietro Torri: Griselda. Libretto (italienisch), München 1735. Digitalisat der Library of Congress.
17. ↑  Griselda (Torri, Pietro): Noten und Audiodateien im International Music Score Library Project.
18. ↑  Francesco Bartolomeo Conti: Griselda. Libretto (italienisch), Wien 1725. Digitalisat der Wolfenbütteler Digitalen Bibliothek.
19. ↑  Griselda (Conti, Francesco Bartolomeo): Noten und Audiodateien im International Music Score Library Project.
20. ↑  Pietro Vincenzo Chiocchetti: La Griselda. Libretto (italienisch), Genua 1728. Digitalisat der Biblioteca Nazionale Braidense.
21. ↑  Anonym: Griselda. Libretto (italienisch/deutsch), Prag 1731. Digitalisat der Nationalbibliothek der Tschechischen Republik.
22. ↑  Anonym: L’umiltà esaltata. Libretto (italienisch), Florenz 1734. Digitalisat der Biblioteca Nazionale Centrale di Firenze.
23. ↑  Giuseppe Antonio Paganelli: Griselda. Libretto (italienisch/deutsch), Prag 1735. Digitalisat der Nationalbibliothek der Tschechischen Republik.
24. ↑  Antonio Vivaldi: Griselda. Libretto (italienisch), Venedig 1735. Digitalisat der Biblioteca Nazionale Braidense.
25. ↑  Griselda, RV 718 (Vivaldi, Antonio): Noten und Audiodateien im International Music Score Library Project.
26. ↑  Gaetano Latilla: Griselda. Libretto (italienisch), Venedig 1751. Digitalisat der Library of Congress.
27. ↑  Griselda (Latilla, Gaetano): Noten und Audiodateien im International Music Score Library Project.